# Cindy Devine
Cindy Devine, née en 1960 à Maracaibo au Venezuela, est une coureuse cycliste canadienne spécialiste de VTT de descente.
Elle est admise au Mountain Bike Hall of Fame en 2003.

## Palmarès en VTT

### Championnats du monde de descente
- 1990 :  Championne du monde de descente
- 1991 :  Médaillée de bronze de descente
- 1992 :  Médaillée de bronze de descente
- 1993 : 9e